# Greybull Capital
Greybull Capital est une société d'investissement britannique créée en 2010.

## Histoire
Greybull est créée en 2010 par Marc et Nathaniel Meyohas.
En 2016, le fond fait l'acquisition des activités d'aciers de Tata Steel.
En septembre 2018, Nathaniel Meyohas quite Greybull, qu’il dirigeait avec son frère Marc Meyohas et Richard Perlhagen depuis huit ans.
En 2024, le sidérurgiste français Ascometal en difficulté chronique depuis des décennies, est démantelé. Le site de Fos-sur-Mer est vendu au groupe italien Marcegaglia. L'autre morceau, qui consiste au site d'Hagondange avec ses usines satellites de Custines, du Marais et des Dunes, est vendu le 8 juillet 2024 à Greybull Capital, seul candidat à sa reprise. Il s'agit d'un ensemble industriel cohérent employant 800 personnes, que Greybull compte diversifier en installant à Hagondange une coulée en lingot afin de fabriquer des corps d'obus et en redémarrant le laminoir de l'usine des Dunes. 23 emplois devraient être supprimés, l'État s'étant engagé à prêter 45 M€ et à accorder « un soutien public de 40 M€ […] dans une forme qui restera à définir ». L'ensemble est renommé « Novasco » le 10 septembre 2024. Le 11 août 2025, Novasco est placé en redressement judiciaire : Greybull n'a injecté que 1,5 M€ sur les 90 promis, tandis que l’Etat a apporté 75 millions d’euros à l’entreprise. Aucun investissement n'a été réalisé tandis que le marché reste très difficile.